# ツァスタバ マスターFLG
ツァスタバ マスターFLG(Zastava Master FLG)は、ユーゴスラビアのザスタバ・アームズが1990年代に開発した短機関銃である。FLGは警察や特殊部隊での運用を想定して設計されており、多くの部品はプラスチックとスチールで構成されている。

## 設計
FLGはM70突撃銃をベースとしたガス圧作動方式の短機関銃だが、MP5短機関銃の設計も一部参考にしている。人間工学の視点が考慮されており、基本操作は全て引き金から指を離さずに行える。また安全性も重視され、銃に衝撃を加えた際の暴発を防ぐべく、撃発は完全にボルトを固定したクローズドボルトの状態から行われる。仮にボルトが完全に閉鎖されていない場合、内部レバーがトリガーメカニズムの動作を阻害する。

## 派生型
- マスターFLG - 標準型[3]。
- マスターFLG P - 消音型。M.91-4消音器を備える。
- マスターFLG K - 短縮形。銃身を短縮し、ハンドガードの下にグリップが取り付けられている。